# Elisabeth Puchhammer-Stöckl
Elisabeth Puchhammer-Stöckl, auch Elisabeth Puchhammer, (* 30. September 1962 in Wien) ist eine österreichische Virologin. 2018 wurde sie Leiterin des Zentrums für Virologie der Medizinischen Universität Wien, mit 1. Dezember 2020 trat sie eine Professur im Fachbereich Virologie an der Medizinischen Universität Wien an. Vom Klub der Bildungs- und Wissenschaftsjournalisten wurde sie zur österreichischen Wissenschafterin des Jahres 2020 gewählt.

## Leben
Elisabeth Puchhammer wurde als Tochter eines Ordinarius für Biochemie an der Veterinärmedizinischen Universität Wien geboren. Sie studierte in Wien Medizin, wo sie 1986 zum Doktor der Medizin promovierte. 1987 begann sie als Assistentin am Institut für Virologie bei Christian Kunz und absolvierte die Ausbildungen zur Fachärztin für Virologie sowie zur Fachärztin für Hygiene und Mikrobiologie. 1994 habilitierte sie sich für das Fach Virologie. Nach der Geburt ihrer beiden Töchter arbeitete sie einige Jahre in Teilzeit.
2000 wurde sie außerordentliche Professorin am Institut für Virologie. Von 2001 bis 2010 war sie Vizepräsidentin der österreichischen AIDS-Gesellschaft. 2018 wurde sie Leiterin des Zentrums für Virologie der Medizinischen Universität Wien. 2019 hatte sie eine Gastprofessur an der Universität Pavia. Mit Beginn der COVID-19-Pandemie im März 2020 wurde sie Mitglied der Corona-Taskforce des Gesundheitsministers, außerdem gehörte sie der Ampelkommision an. Anfang Oktober 2020 wurde ihr Rückzug aus der Ampelkommision bekannt. 
Mit 1. Dezember 2020 trat sie eine Professur im Fachbereich Virologie an der Medizinischen Universität Wien an. Im Jänner 2021 wurde sie vom Klub der Bildungs- und Wissenschaftsjournalisten zur österreichischen Wissenschafterin des Jahres 2020 gewählt. Im Dezember 2021 wurde sie Mitglied der Gesamtstaatlichen Covid-Krisenkoordination (GECKO).
Puchhammer-Stöckl war Präsidentin der European Society of Clinical Virology (ESCV), ist Gründungsmitglied und Council Member der European Society for Antiviral Resistance (ESAR), im Beirat der deutschsprachigen Gesellschaft für Virologie, Leiterin der österreichischen HIV-Referenzzentrale, Mitglied im Obersten Sanitätsrat und der Kommission für sexuell übertragbare Erkrankungen des Gesundheitsministeriums sowie im Vorstand der Österreichischen Gesellschaft für Hygiene, Mikrobiologie und Präventivmedizin (ÖGHMP).
Zu ihren Forschungsschwerpunkten zählt der Bereich der klinischen und translationalen Virologie, persistierende Viren, Transplantationsvirologie und Viromanalyse.
Im Rahmen ihrer Forschungen zu Virusinfektionen bei Menschen, deren Immunsystem infolge einer Lungentransplantation eingeschränkt (supprimiert) ist, erkannte sie in einer 2017 veröffentlichten Studie (gemeinsam mit Hannes Vietzen und anderen) die Bedeutung des recht häufigen Fehlens (Deletion) oder der Einschränkung des NKG2C-Gens beim Menschen. Anfang 2021 veröffentlichte sie (erneut gemeinsam mit Vietzen und anderen) den Nachweis, dass diese Mutation ein wesentlicher Risikofaktor für schwere Verläufe von COVID-19 ist.

## Auszeichnungen und Nominierungen (Auswahl)
- 2020: Look! Woman of the Year Award in der Kategorie People of Tomorrow[9][10][11]
- 2021: Wissenschafterin des Jahres 2020 des Klubs der Bildungs- und Wissenschaftsjournalisten[1]
- 2021: Auszeichnung mit dem Sonderpreis COVID-KommunikatorIn des Jahres 2020 des Public Relations Verband Austria (PRVA)[12][13]